# Ec Efrajim
Ec Efrajim (hebr. עץ אפרים) – wieś położona w samorządzie regionu Szomeron, w Dystrykcie Judei i Samarii, w Izraelu.
Leży w zachodniej części Samarii.

## Historia
Osada została założona w 1985 przez żydowskich osadników.